# Muara Saling
Muara Saling is een bestuurslaag in het regentschap Empat Lawang van de provincie Zuid-Sumatra, Indonesië. Muara Saling telt 2634 inwoners (volkstelling 2010).